# Jakub Kościuszko
Jakub Kościuszko (ur. 28 marca 1985 w Szczecinie) – polski gitarzysta klasyczny, nauczyciel Zespołu Państwowych Szkół Muzycznych im. Feliksa Nowowiejskiego w Szczecinie.

## Życiorys
W wieku 6 lat rozpoczął naukę gry na fortepianie, 2 lata później zmienił kierunek kształcenia na gitarę klasyczną. W 2004 kończył średnią szkołę muzyczną w klasie gitary prof. Piotra Pałaca w Zespole Szkół Muzycznych w Szczecinie. W roku 2009 ukończył Akademię Muzyczną we Wrocławiu, gdzie studiował pod kierunkiem prof. Piotra Zaleskiego. Ukończył także Królewskie Konserwatorium Muzyczne w Hadze w klasie Zorana Dukića. W roku 2010 otrzymał dyplom z wyróżnieniem oraz stypendium od Oscara Ghiglii podczas kursu Accademii Chigiana w Sienie. W 2016 roku we wrocławskiej akademii uzyskał stopień doktora sztuk muzycznych.  Doskonalił swoje umiejętności pod okiem takich osób jak: Abel Carlevaro, Scott Tennant, Roberto Aussel czy Pavel Steidl.

## Kariera
W 2010 roku ukazała się jego pierwsza płyta – Here Comes The Silent Dusk. Music of Marek Pasieczny. W 2012 roku ukazał się drugi album – Guitar Recital z dziełami J.S. Bacha, Tansmana, Piazzolli, Jarretta i Metheny’ego. W 2015 roku ukazał się jego trzeci album solowy Guitar sounds jazzy, zawierający utwory inspirowane jazzem i muzyką świata.
Od 2015 wraz z Janem Jakubem Bokunem tworzy duet gitarowo-klarnetowy, wraz z którym wydał płytę A la carte (2015) oraz A la carte 2 (2019). Z tymże zespołem odbył trasę koncertową po Japonii.
W 2019 roku zainaugurował odbywający się co dwa lata międzynarodowy festiwal gitarowy Baltic Guitar Days, którego został dyrektorem artystycznym. Następna edycja festiwalu odbyła się w czerwcu 2021 roku.
Prowadzi klasę gitary w Zespole Państwowych Szkół Muzycznych im. Feliksa Nowowiejskiego w Szczecinie.

## Dyskografia
Artysta dotąd nagrał i wydał 6 płyt:
- Here Comes The Silent Dusk. Music of Marek Pasieczny, QBK (2010)
- Guitar Recital (2012)
- A la carte BOKUN / KOŚCUSZKO (2015)
- Guitar Sounds Jazzy (2015)
- Duo with Rita D’Arcangelo (2016)
- A la carte 2 (2019)